# Dial-up
Dial-up je način pristupanja internetu pri čemu korisnik koristi modem i telefonsku liniju za pozivanje davatelja usluga u svrhu ostvarivanje modemske veze, koja se preusmjerava na globalnu mrežu - internet. 
Ovakav način se dosta dugo održao i još uvijek se koristi, no sve se više zamjenjuje širokopojasnim (broadband) internetom gdje je vrijeme pozivanja minimalno te se ostvaruje direktna i brža veza s davateljem usluga. Današnje cijene DSL pristupa internetu skoro da odgovaraju dial-up uslugama.
Prvi modem (MOdulator DEModulator) se pojavio 1979., i tada je počelo dial-up povezivanje na internet. Počeci dial-up-a mogu se naći još u doba telegrafa, kada su se impulsi slali žicom tapkajući prekidač. Glavna uloga modema je da pretvaranje signala dobivenoga iz računala u analogni signal (moduliranje) koji se kasnije može prenositi telefonskom žicom i obratno (demoduliranje).